# Pseudopyroppia orientalis
Pseudopyroppia orientalis är en kvalsterart som beskrevs av Rjabinin 1987. Pseudopyroppia orientalis ingår i släktet Pseudopyroppia och familjen Ceratoppiidae. Inga underarter finns listade i Catalogue of Life.